# Escaramângio
Escaramângio (em grego: σκαραμάγγιον; romaniz.: skaramángion) era uma túnica com cinto, mangas e fendas na frente, traseira e laterais que talvez derivou do cafetã dos cavaleiros persas. Sua primeira menção é feita na obra de Teófanes, o Confessor como uma vestimenta persa. Segundo as fontes, o imperador bizantino podia utilizar um escaramângio púrpura, dourado ou vermelho, enquanto os cortesão trajavam escaramângios de várias tonalidades, alguns inclusive com duas cores, como sua vestimenta oficial básica.
Ele não era considerado uma vestimenta particularmente cerimonial e era frequentemente utilizado sob o sago. O imperador a utilizou toda as vezes que deixou o palácio de Constantinopla e ele e seus oficiais retiraram suas roupas de gala e colocaram seus escaramângios para os banquetes. Analisando as figurações, N. P. Kondakov considera que ele foi feito de seda e teve braçadeiras de ouro e uma bordadura em ouro na bainha e acima das fendas. Escaramângios foram presentes imperiais costumeiros e podiam ser utilizados como roupas para o altar. Pensa-se que o termo do século XIV escarânico pode se referir ao sucessor desta roupa.